# Parafia św. Antoniego w Sarnówku
Parafia św. Antoniego Padewskiego w Sarnówku – jedna z 10 parafii rzymskokatolickich dekanatu sienneńskiego diecezji radomskiej.

## Historia
Kościół zbudowany został w latach 1936–1937 staraniem ks. Leona Janickiego z elementów przywiezionych z Sienna. Parafia została erygowana w 1938 przez bp. Jana Kantego Lorka. Kościół jest budowlą drewnianą. 

## Zasięg parafii
Do parafii należą wierni z miejscowości: Adamów, Dąbrówka, Dębowa Wola Nowa, Dębowa Wola Stara, Górki, Sarnówek Duży, Sarnówek Mały.

## Proboszczowie
- ks. Stanisław Nowocień (1938–1947)
- ks. Jan Adamski (1948–1958)
- ks. Aleksander Niparko (1958–1970)
- ks. Jerzy Resiak (1970–1996)
- ks. Janusz Kępczyński (1996–2002)
- ks. Jan Ścipniak (2002–2024)
- ks. Marcin Dziemba (administrator od 2024, proboszcz od 2025)